# 江岩寺
江岩寺（こうがんじ）は、愛知県小牧市にある臨済宗妙心寺派の寺院。

## 概要
山号は洞雲山。創建は1571年。同じ山にかつて存在した正福寺の再興を願い、正親町天皇が"十洲宗哲大禅師"（じゅっしゅうそうてつだいぜんじ）を招いて寺を建立したことによる。名称は第2世の秋岩恵江和尚の名前から「岩」と「江」の2文字を取って付けられた。正福寺との縁が深く、元々正福寺の物であったと考えられている仏像や文化財などを多数所蔵している他、すぐ近くに正福寺の焼き討ちで死亡した稚児を祀った神社（児神社）がある。

## 歴史
- 1571年（元亀2年） - 創建
- 1978年（昭和53年）3月25日 - 鋳鉄千手観音菩薩立像と絹本着色文殊菩薩像が、市の指定有形文化財に。

## 所蔵品

### 市指定文化財
- 鋳鉄千手観音菩薩立像[1] - 千手観音菩薩の立像。大山廃寺跡近くから出土したと伝えられている。高さは約6cm。
- 絹本着色文殊菩薩像[2] - 文殊菩薩が描かれた絵画。室町時代に描かれたと考えられている。大きさは縦が82.4cm、横が40cm。

### その他
- 木造薬師如来像 - 薬師如来の像。しかし寺伝には「弥勒菩薩」とある。内部には寺に所縁のある3つの年代（正治元年、貞治、元亀2年）が記載されている。なお修復作業後、元はなかった金箔が施されている。
- 金銅仏立像 - 仏陀が誕生した時の姿を模した像。寺伝には「近くに住む人が土に埋められているのを見つけ、寺に寄贈した」とある。

## 行事
- 万灯会 - 毎年お盆に行なわれる行事。読みは「まんとうえ」。「万灯」（まんとう）とは、竹で作った灯籠の事。寺の裏山で取れた竹を使って万灯を作って沿道や境内に並べて火を灯し、先祖供養と平和を願う。

## 交通手段
- こまき巡回バスの「児神社前」停留所下車、徒歩で約20分。